# Ayako Hamada
Ayako Valentina Hamada Villareal (in giapponese:浜田 文子,Hamada Ayako; Città del Messico, 14 febbraio 1981) è una wrestler giapponese di origine messicana.
È meglio conosciuta per aver vinto titoli degni di nota nel pro wrestling giapponese, incluso il WWWA World Heavyweight Championship e l'AAAW Singles Championship agli inizi del 2000. È una wrestler di seconda generazione visto che suo padre è il Gran Hamada. Ha anche lavorato tra il 2009 e il 2010 per la promozione statunitense Total Nonstop Action Wrestling, dove è stata una due volte TNA Knockout Tag Team Champion. La sua sorella maggiore, Xòchitl Hamada è anche una wrestler professionista.

## Carriera nel pro wrestling

### Giappone e Messico
Ayako Hamada, che è nata e cresciuta in Messico, ha debuttato all'età di diciassette anni contro Candy Okutsu il 9 agosto 1998 per la promotion giapponese ARSION. Ha ricevuto un push immediato e ha vinto il suo primo titolo, le cinture di coppia Twinstar della ARSION con Mika Akino, il 30 giugno 1999, meno di un anno dopo il suo debutto. Ha vinto il Queen of ARSION contro Aja Kong il 3 dicembre 2000.
Dopo aver lasciato la ARSION nel 2001, ha vinto numerosi titoli femminili in diverse promotion Giapponesi e Messicane, incluso il WWWA World Heavyweight Championship contro Momoe Nakanishi l'11 maggio 2003 e l'AAAW Singles Championship da Dynamite Kansai l'11 gennaio 2004, solo una settimana dopo aver perso il WWWA Title contro Amazing Kong. Dal 2005 al 2006 la Hamada ha lottato nella HUSTLE sotto i nomi di Arisin Z e Dokron Z, prima di affiliarsi con il Dojo Kaoru Ito.
La Hamada era una regular nella AAA in Messico per la maggior parte del 2007 e 2008. Il 30 novembre 2007 lei e Mr. Niebla sono stati coinvolti in un Four-Way Mixed Tag Team Match con Billy Boy e Faby Apache, Espiritu e La Diabòlica e Gran Apache e Mari Apache per i vacanti World Mixed Tag Team Titles. Nel novembre 2008 ha lasciato la promotion per frequentare la scuola di wrestling di Martha Villalobos, dove ha lavorato come allenatrice.

### Total Nonstop Action Wrestling (2009-2010)
L'8 aprile 2009 è stato annunciato ad una conferenza stampa che lo show della Ito Dojo del 19 aprile sarebbe stato il match finale di Ayako in Giappone avendo lei firmato con la Total Nonstop Action Wrestling. Il 6 agosto 2009 Jeremy Borash ha annunciato sul suo Twitter che la Hamada avrebbe iniziato a lavorare con la TNA dopo il PPV Hard Justice. Nell'edizione di Impact! del 27 agosto la Hamada ha fatto il suo debutto come Face sconfiggendo Daffney in un No Disqualification match. La settimana successiva ad Impact lei e Sojo Bolt sono state eliminate nel primo round del torneo per decretare le prime TNA Knockout Tag Team Champion da Tara e Christy Hemme, con la Hamada che ha successivamente colpito la Bolt con il suo Hamada Driver. Nell'edizione di Impact! del 24 settembre è stata assaltata da Alissa Flash mentre teneva un'intervista. La Flash l'ha spinta giù dalle staccionate, facendo iniziare un feud tra le due. Nell'edizione di Impact! del 15 ottobre la Hamada ha sconfitto Alissa in un Falls Count Anywhere Match. Il 19 novembre e il 3 dicembre Hamada ha battuto rispettivamente Taylor Wilde e poi Sarita, le Knockout Tag Team Champions, entrambe con l'Hamada Driver. Nell'edizione di Impact! del 10 dicembre ad Hamada fu garantita una title shot al TNA Global Championship da parte di Kevin Nash, che era a capo della serata. Il campione, Eric Young ha dichiarato che il suo gruppo di wrestlers esteri, chiamati World Elite, aveva gli occhi puntati su Hamada da un po' di tempo e che questo sarebbe stato il suo match di iniziazione. Anche se Hamada ha dominato il match, Young è stato in grado di mantenere il titolo schienandola con un Illegal Pin. La settimana successiva Hamada e la sua nuova tag team partner Awesome Kong hanno sconfitto Sarita e Taylor Wilde e le Beautiful People (Madison Rayne e Velvet Sky in un Three-Way Non-Title Tag Team Match. Nell'edizione di Impacy! del 31 dicembre Hamada ha sconfitto Madison Rayne e Roxxi arrivando in finale di un numero 1 Contender's Match dove è stata sconfitta da ODB dopo essere stata mandata su un tavolo portato da Awesome Kong. Il lunedì successivo, nell'edizione live di tre ore di Impact! Hamada e Awesome Kong hanno sconfitto Sarita e Taylor Wilde vincendo i Knockout Tag Team Championships. Il 1º marzo la Tag Team Partner di Hamada, Awesome Kong, è stata riportata come licenziata dalla TNA quando erano ancora le campionesse di coppia. Nell'edizione di Impact! dell'8 marzo Hamada e Kong sono state private dei loro titolo dopo aver fatto passare più di 30 giorni dalla loro ultima difesa, anche se in realtà il team aveva difeso i loro titoli proprio 21 giorni prima contro Madison Rayne e Velvet Sky. Nella puntata di TNA Impact! del 5 agosto 2010 insieme a Taylor Wilde vince una seconda volta il titolo di coppia battendo le The Beautiful People. Nell'Ottobre 2010 Hamada ha fatto ritorno in Giappone e dopo poco ha richiesto il suo rilascio dalla TNA. Dopo mesi di inattività in TNA è stato riportato il 6 dicembre che la promotion aveva accordato ad Ayako Hamada il suo rilascio e nel frattempo reso vacante i Knockout Tag Team Championship.

### SHIMMER Women Athletes (2009-presente)
L'8 novembre 2009 Ayako ha fatto il suo debutto per la promotion femminile con sede a Chicago, la SHIMMER, sconfiggendo Mercedes Martinez in un match registrato per il Volume 27 e perdendo contro Sara Del Rey in un No-DQ Match registrato per il Volume 28. Il 5 febbraio 2010 la SHIMMER ha annunciato che Ayako sarebbe ritornata in SHIMMER l'11 aprile per i tapings del Volume 31 e 32. Nel Volume 31 ha sconfitto Daizee Haze e nel Volume 32 è stata sconfitta nel Main Event della serata da Cheerleader Melissa. Nel Volume 33 Ayako Hamada si è confrontata con Tomoka Nakagawa in un match spettacolare vinto dalla Hamada dopo il suo famigerato AP Cross. Nel Volume successivo Ayako Hamada ha preso parte ad un Triple Threat con Jessie McKay e Sara Del Rey ma a trionfare è stata Jessie che ha schienato Sara dopo il suo Boyfriend Stealer. Nel Volume 35 si è rifatta ottenendo una vittoria in singolo ai danni di una delle due SHIMMER Tag Team Champions Nicole Matthews. Nel Volume 36 ha preso nuovamente parte al Main Event per la seconda volta e ha lottato nello SHIM-vivor Series Match facendo coppia con Ayumi Kurihara, Cheerleader Melissa e Serena Deeb contro Sara Del Rey, Tomoka Nakagawa, Daizee Haze e la SHIMMER Champion Madison Eagles. Lei è stata l'unica sopravvissuta con Cheerleader Melissa assicurandosi la vittoria dopo aver messo a segno un AP Cross sulla SHIMMER Champion.

### nCw Femmes Fatales (2011-presente)
Ayako Hamada fu annunciata in un primo momento per il secondo show della nCw Femmes Fatales dove avrebbe dovuto lottare contro LuFisto nel Main Event dello Show. Tuttavia una bufera che si abbatté su Montréal rese impossibile per Ayako prendere l'aereo e il match non si ebbe più. Il 23 ottobre 2010, tuttavia, a seguito della vittoria dell'nCw Femmes Fatales Championship da parte della stessa LuFisto è stato annunciato un match tra le due per il 12 marzo 2011, questa volta con in palio il titolo di campionessa Femmes Fatales.

### Jersey All Pro Wrestling (2010)
Il 9 gennaio 2010 la Hamada ha fatto il suo debutto per la divisione femminile della Jersey All Pro Wrestling dove ha sconfitto Rachel Summerlyn. Più tardi durante quella sera ha sfidato Sara Del Rey ad un match per il JAPW Women's Championship e la Del Rey ha accettato a fronteggiarla in qualunque momento e in qualunque luogo.

## Nel wrestling
- Finishing moves
  - AP Cross (Fisherman driver)[2]
  - AP Cross Diamond (Samoan driver)[35]

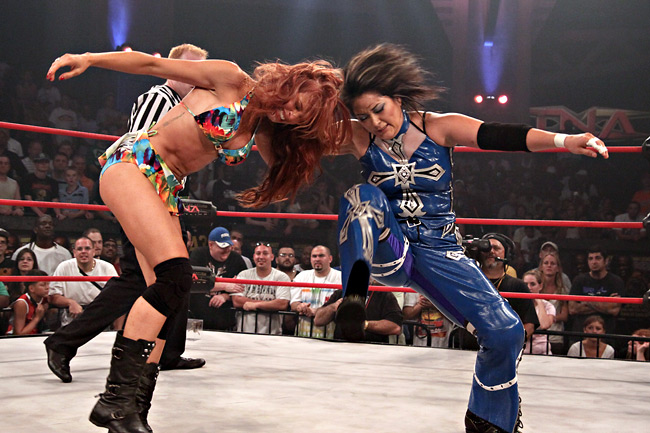
Hamada che effettua un Headbutt su Christy Hemme.

  - Hama-Chan Cutter (Elevated cutter)[1] – adottata da suo padre
  - Hamada Driver (Sitout scoop slam piledriver)[36] – TNA
  - La Ayakita (Wrist-lock con neckscissors)[1]
  - La Ayakita 2000 (Catapult portato in un Indian deathlock surfboard)[1]
- Signature moves
  - Headbutt[37]
  - High-angle belly to back suplex[37]
  - Jumping DDT[38]
  - Moonsault,[2] alcune volte verso l'esterno[3]
  - Diverse varianti di calci
    - Missile dropkick[18]
    - Spinning heel kick[1][12]
    - Superkick[38]

  - Running somersault senton su un avversario all'impiedi fuori dal quadrato[12]
  - Sitout powerbomb[2]
  - Thunder fire powerbomb[35]
- Con Awesome Kong
  - Finishing moves
    - Falling powerbomb (Kong) / Missile dropkick (Hamada) Combo[18]
- Entrance themes
  - "Cruz" (ARSION)
  - "Mex Storm" (ARSION / SHIMMER)
  - "Driver Rock" by Dale Olivver (TNA)

## Championships and accomplishments
- All Japan Women's Pro-Wrestling
  - WWWA World Heavyweight Championship (2 times)[39]
  - WWWA World Tag Team Championship (1 time) - with Nanae Takahashi[40]
- ARSION
  - Twinstar of ARSION (2 times) – con Mika Akino (1), Michiko Omukai (1)[41]
  - Skyhigh of ARSION (1 time)[3]
  - QUEEN of ARSION (1 time)[3]
  - P*MIX Grand Prix (2000) – con Gran Hamada
- GAEA Japan
  - AAAW Singles Championship (1 time)[42]
  - AAAW Tag Team Championship (1 time) – con Meiko Satomura[43]
- Grupo Internacional Revolucion
  - IWRG Women's Championship (1 time)[44]
- NEO Japan
  - NEO Japan Tag Team Championship (1 time) – Kaoru Itoh[45]
- Shimmer Women Athletes
  - Shimmer Tag Team Championship (1 volta) – con Ayumi Kurihara
- Total Nonstop Action Wrestling
  - TNA Knockouts Tag Team Championship (2 volte) – con Awesome Kong - 1 con Taylor Wilde[46]
- Universal Wrestling Association
  - UWA World Women's Championship (1 time)[47]
- World Wrestling Association
  - WWA World Women's Championship (1 time)[48][49]

### Lucha de Apuesta record
| Posta   | Vincitore    | Perdente       | Luogo        | Data             | Note |
| ------- | ------------ | -------------- | ------------ | ---------------- | ---- |
| Capelli | Ayako Hamada | Xóchitl Hamada | Tokyo, Japan | 24 dicembre 2000 |      |